# Crawford (Mississipi)
Crawford és una població dels Estats Units a l'estat de Mississipi. Segons el cens del 2000 tenia 655 habitants.

## Demografia
Segons el cens del 2000, Crawford tenia 655 habitants, 209 habitatges, i 163 famílies. La densitat de població era de 180,6 habitants per km².
Dels 209 habitatges en un 45% hi vivien nens de menys de 18 anys, en un 31,6% hi vivien parelles casades, en un 42,1% dones solteres, i en un 22% no eren unitats familiars. En el 20,6% dels habitatges hi vivien persones soles el 7,7% de les quals corresponia a persones de 65 anys o més que vivien soles. El nombre mitjà de persones vivint en cada habitatge era de 3,13 i el nombre mitjà de persones que vivien en cada família era de 3,67.
Per edats la població es repartia de la següent manera: un 41,5% tenia menys de 18 anys, un 9% entre 18 i 24, un 25,6% entre 25 i 44, un 17,1% de 45 a 60 i un 6,7% 65 anys o més.
L'edat mediana era de 24 anys. Per cada 100 dones de 18 o més anys hi havia 67,2 homes.
La renda mediana per habitatge era de 16.786 $ i la renda mediana per família de 16.058 $. Els homes tenien una renda mediana de 24.107 $ mentre que les dones 14.359 $. La renda per capita de la població era de 7.123 $. Entorn del 45,5% de les famílies i el 45,7% de la població estaven per davall del llindar de pobresa.

## Poblacions més properes
El següent diagrama mostra les poblacions més properes.